# محسن روح الاميني
كان محسن روح الأمینی (20 مايو 1984 - يوليو 2009) طالبًا في الدراسات العليا بقسم هندسة الكمبيوتر في جامعة طهران. وتوفي في يوليو من عام 2009 في معتقل كهريزك بعد اعتقاله على خلفية الاحتجاجات التي أعقبت الانتخابات الرئاسية في إيران لعام 2009. كان محسن روحالأمینی ابن عبد الحسين روحالأمینی, وهو أحد أبرز الشخصيات الإيرانية المحافظة وعمل مستشارًا للمرشح الرئاسي محسن رضائی.

## وفاته
اعتُقل روح الأمینی في التاسع من يوليو عام 2009 على خلفية الاحتجاجات التي أعقبت الانتخابات الرئاسية في إيران لعام 2009 وأُخذ -بحسب ما أفادت به التقارير - إلى معتقل كهريزك. وبعدها بأسبوعين تم نقله إلى المستشفى وتوفى بها. ذكرت أسرة روح الأمینی أن وفاته كانت بسبب سكتة قلبية ونزيف في الرئتين، “وأن وجهه كان محطمًا.” بينما رجحت قوات الشرطة في البداية أن وفاته جاءت بسبب إصابته بمرض الالتهاب السحائي، ولكن وكالة أنباء مهر وهي وكالة شبه رسمية ذكرت أن الطبيب الشرعي الإيراني أفاد بأن سبب الوفاة يرجع إلى “الإجهاد البدني، بسبب احتجازه في ظروف سيئة، كما وجد الطبيب الشرعي آثار ضربات عديدة وجروح بالغة في جسده.”
وفقًا لجماعات حقوق الإنسان، كان روحالأمینی أحد “ثلاثة متظاهرين على الأقل” توفوا بعد احتجازهم في معتقل كهريزك، ولكن نفوذ والده هو ما جذب الاهتمام إلى مسألة تعذيب معتقلي الاحتجاجات، حيث أعرب as “السياسيون ونواب البرلمان الإيراني من المحافظين” عن غضبهم بسبب وفاته. وذكرت التقاير أن المرشد الأعلى علي خامنئي قد طالب بفتح تحقيق في وفاة روح الأمینی وبعدها بوقت قريب أمر بإغلاق معتقل كهريزك.

## انظر ايضاً
- زهراء الكاظمي